# KTR Systems
Die KTR Systems GmbH ist ein deutscher Hersteller von Antriebskomponenten, Bremssystemen, Hydraulik-Komponenten und Kühlsystemen für den Maschinen- und Anlagenbau. Der Hauptsitz befindet sich im westfälischen Rheine.

## Geschichte

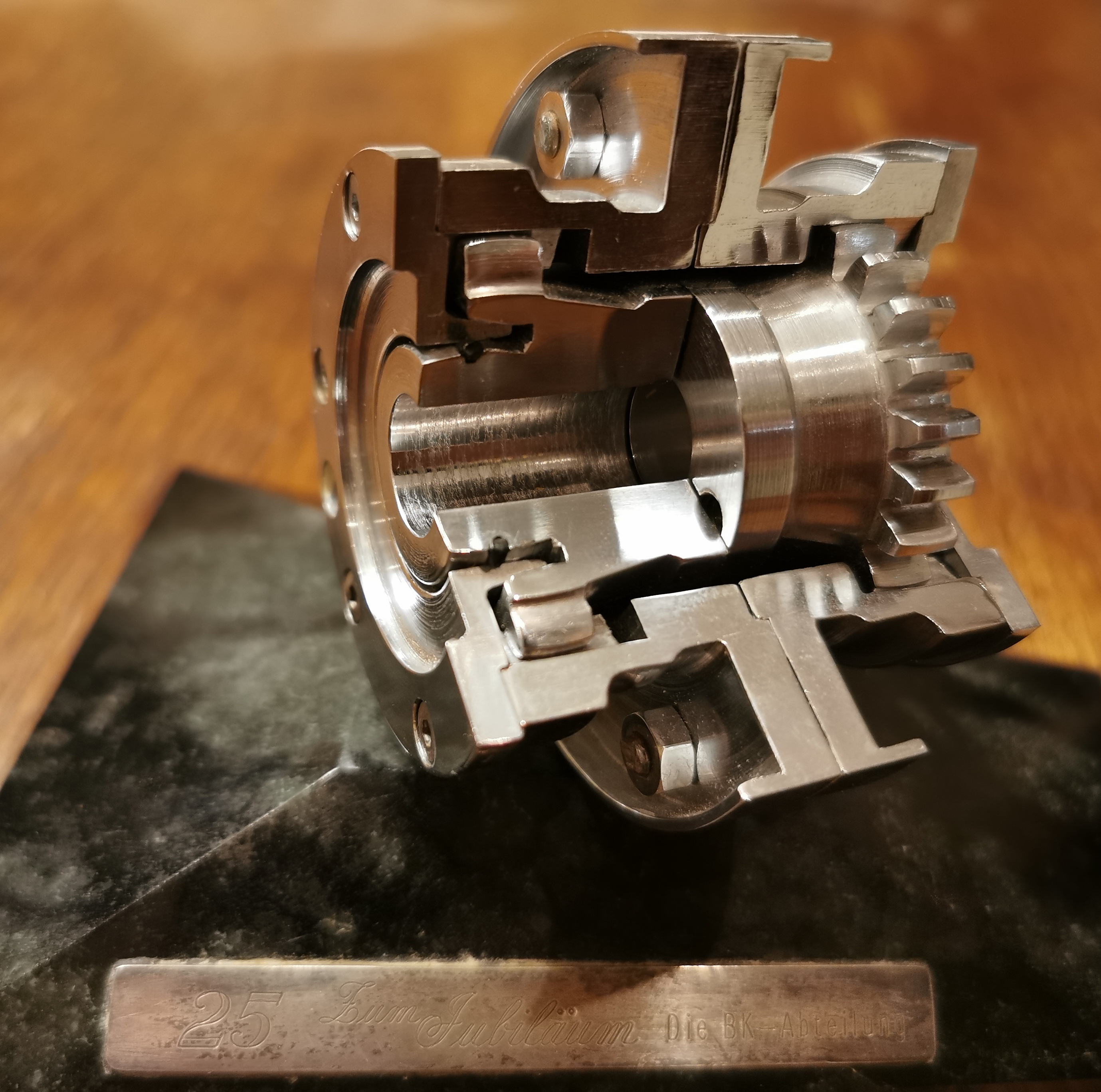
Modell der Bogenzahnkupplung von Karl Haneklaus

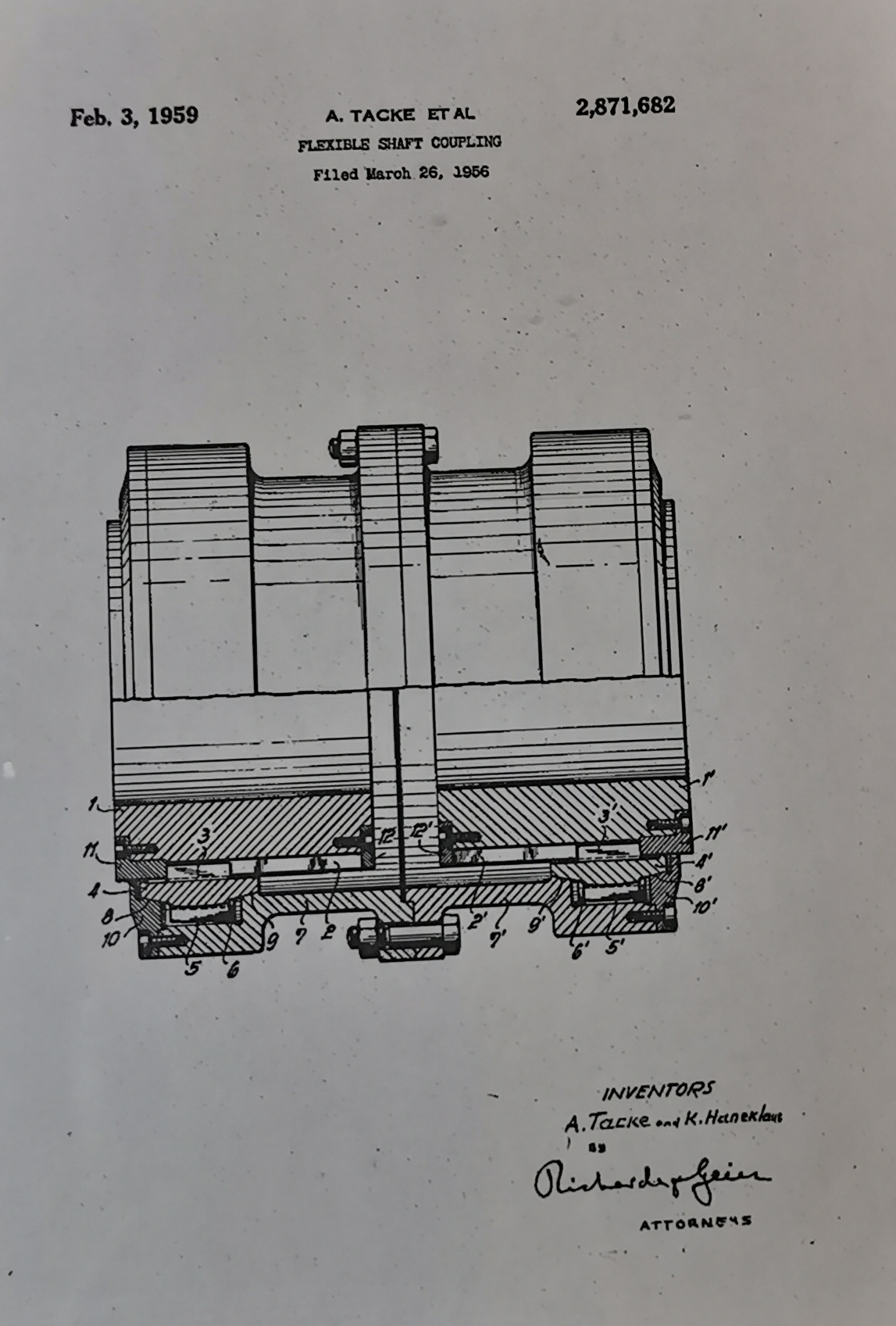
Patent der Bogezahnkupplung erfunden von Karl Haneklaus

1886 gründete der Mühlenbauer und Techniker Franz Tacke im westfälischen Rheine die F. TACKE KG. Neben anfänglichen Reparatur- und Wartungsaufgaben gestaltete sich der Bau von Transmissionsanlagen schnell zu deren Hauptprogramm. Als die Transmissionen später durch Gruppen- und Einzelantriebe ersetzt wurden, qualifizierte sich das Unternehmen zum Hersteller von Großgetrieben. Im Zuge dessen beschäftigte man sich im Haus mit der Thematik der Kraftübertragung vom Antrieb über das Getriebe zur Maschine und entwickelte im Jahr 1908 eine elastische Kupplung für den allgemeinen Maschinenbau. Von nun an befasste sich das Unternehmen intensiv mit der Entwicklung von Kupplungssystemen als Verbindungselement. Schließlich waren es der bei Tacke angestellte Ingenieur Karl Haneklaus, der die Bogenzahnkupplung erfand und mit dem ältesten Sohn der Familie, Albert Tacke, im Jahre 1953 zum Patent anmeldete. Im Jahre 1963 folgte ein Patent auf eine Zahnkupplung mit innenverzahnter Kunststoffhülse. Die Bogenzahnkupplung begründete den weltweiten Erfolg von Tacke und dem Nachfolgeunternehmen KTR Systems, das heute zu den größten Arbeitgeber der Stadt Rheine gehört.
Nachfolgend wurden für die Bogenzahnkupplung zwei Typreihen festgelegt: Typ A war vollständig aus Kunststoff gefertigt, während Typ B die Werkstoffe Kunststoff und Stahl kombinierte. Ihr Name: BoWex.
Da der Vertriebsweg der kleinen, wartungsfreien und preiswerten Kupplungsgeneration ein anderer sein musste als der der Ganzstahl-Bogenzahnkupplung – sie wurde für ein spezielles Kundenklientel überwiegend in Einzel- und Kleinserien hergestellt – gründete Franz Tacke, Enkel des gleichnamigen Firmengründers, am 30. September 1959 die Kupplungstechnik GmbH mit Sitz in Rheine.
Wenige Jahre später folgten Antriebe mit mehr Dämpfung und Drehelastizität und das Unternehmen entwickelte die ROTEX, eine Klauenkupplung aus drei Teilen. Die beiden Naben der steckbaren Kupplung werden inzwischen aus verschiedenen Werkstoffen wie Grauguss, Sphäroguss, Stahl, Alu-Sandguss, Alu-Druckguss oder Schmiedealuminium gefertigt. Der elastische Zahnkranz aus Polyurethan dient der Drehmomentübertragung und sorgt für den Ausgleich von Wellenverlagerungen, zudem hat er sehr gute Dämpfungseigenschaften. Der Zahnkranz wird in verschiedenen Shore-Härten hergestellt, dabei gilt: weicher Zahnkranz = geringes Drehmoment und hohe Dämpfung; harter Zahnkranz = hohes Drehmoment und wenig Dämpfung.
Als in den späten 1960er-Jahren die Hydraulik nahezu alle Bereiche des Maschinen- und Anlagenbaus erreichte, begann KTR auch Zubehörteile für die Hydraulikindustrie zu fertigen. 2005 wurde das Produktportfolio um hydraulische Bremssysteme erweitert. Vier Jahre später folgte das erste Kühlsystem für die Mobil- und Stationärhydraulik. Seit 2013 komplettieren elektromechanische Bremssysteme das Produktportfolio.
Am 1. Januar 2017 änderte die KTR Kupplungstechnik GmbH ihren Firmennamen in KTR Systems GmbH.

## Tochtergesellschaften und Produktionsstandorte
KTR unterhält insgesamt 24 Tochtergesellschaften in Brasilien (mit Produktion in Curitiba), Chile, China (mit Produktion in Jiaxing), Dänemark, Deutschland (mit Produktion in Rheine und Schloß Holte-Stukenbrock), England, Finnland, Frankreich, Indien (mit Produktion in Pune), Italien, Japan, Niederlanden, Norwegen, Polen, Spanien, Süd-Korea, Schweden, Schweiz, Taiwan, Tschechien, Türkei, Singapur, Südafrika und den USA (mit Produktion in Michigan City).

## Mitarbeiter & Ausbildung
KTR beschäftigt insgesamt mehr als 1.100 Mitarbeiter, über 500 davon am Stammsitz in Rheine.

## Produkte

### Antriebstechnik
Elastische Klauenkupplungen, elastische Bolzenkupplungen, Bogenzahn-Kupplungen, spielfreie Servokupplungen, Stahllamellenkupplungen, Flanschkupplungen für Verbrennungsmotoren, Magnetkupplungen, Fluidkupplungen, Drehmomentbegrenzer, Rutschnaben, Überlastsysteme, Drehmomentmesswellen, Spannsätze, Wellengelenke.

### Hydraulik-Komponenten
Pumpenträger, Dämpfungselemente, Fußflansche und Zubehör, Stahl- und Alubehälter, Ölwannen und Zubehör, Temperaturregelung und -überwachung.

### Bremssysteme
Aktive und passive Schwimmsattelbremsen in hydraulischer und elektromechanischer Ausführung, aktive Festsattelbremsen in hydraulischer Ausführung, Azimutbremsen in hydraulischer Ausführung, Rotor Locks in hydraulischer und elektromechanischer Ausführung, passive Brems- und Klemmsysteme mit Fail-Safe-Funktion, elektronische Regelungssysteme zur Überwachung und Steuerung der Bremsvorgänge.

### Kühlsysteme
Öl-/Luftkühler, Kombi-Kühler, Öl-/Wasserkühler